# Доджвілл (Вісконсин)
Доджвілл (англ. Dodgeville) — місто (англ. city) в США, в окрузі Айова штату Вісконсин. Населення — 4984 особи (2020).

## Географія
Доджвілл розташований за координатами 42°57′55″ пн. ш. 90°7′49″ зх. д. / 42.96528° пн. ш. 90.13028° зх. д. (42.965360, -90.130395).  За даними Бюро перепису населення США в 2010 році місто мало площу 10,07 км², уся площа — суходіл.

## Демографія
Згідно з переписом 2010 року, у місті мешкали 4693 особи в 1965 домогосподарствах у складі 1229 родин. Густота населення становила 466 осіб/км².  Було 2117 помешкань (210/км²).
Расовий склад населення:
| - 97,3 % — білих - 1,0 % — азіатів - 0,5 % — чорних або афроамериканців - 0,3 % — корінних американців |

До двох чи більше рас належало 0,8 %. Частка іспаномовних становила 1,8 % від усіх жителів.
За віковим діапазоном населення розподілялося таким чином: 26,8 % — особи молодші 18 років, 58,9 % — особи у віці 18—64 років, 14,3 % — особи у віці 65 років та старші. Медіана віку мешканця становила 37,8 року. На 100 осіб жіночої статі у місті припадало 90,3 чоловіків;  на 100 жінок у віці від 18 років та старших — 86,3 чоловіків також старших 18 років.
Середній дохід на одне домашнє господарство  становив 65 823 долари США (медіана — 47 031), а середній дохід на одну сім'ю — 87 075 доларів (медіана — 73 077). Медіана доходів становила 50 184 долари для чоловіків та 35 179 доларів для жінок. За межею бідності перебувало 12,6 % осіб, у тому числі 7,8 % дітей у віці до 18 років та 11,9 % осіб у віці 65 років та старших.
Цивільне працевлаштоване населення становило 2414 осіб. Основні галузі зайнятості: освіта, охорона здоров'я та соціальна допомога — 26,1 %, роздрібна торгівля — 25,5 %, мистецтво, розваги та відпочинок — 10,6 %, будівництво — 8,5 %.